# Індійські пікулі

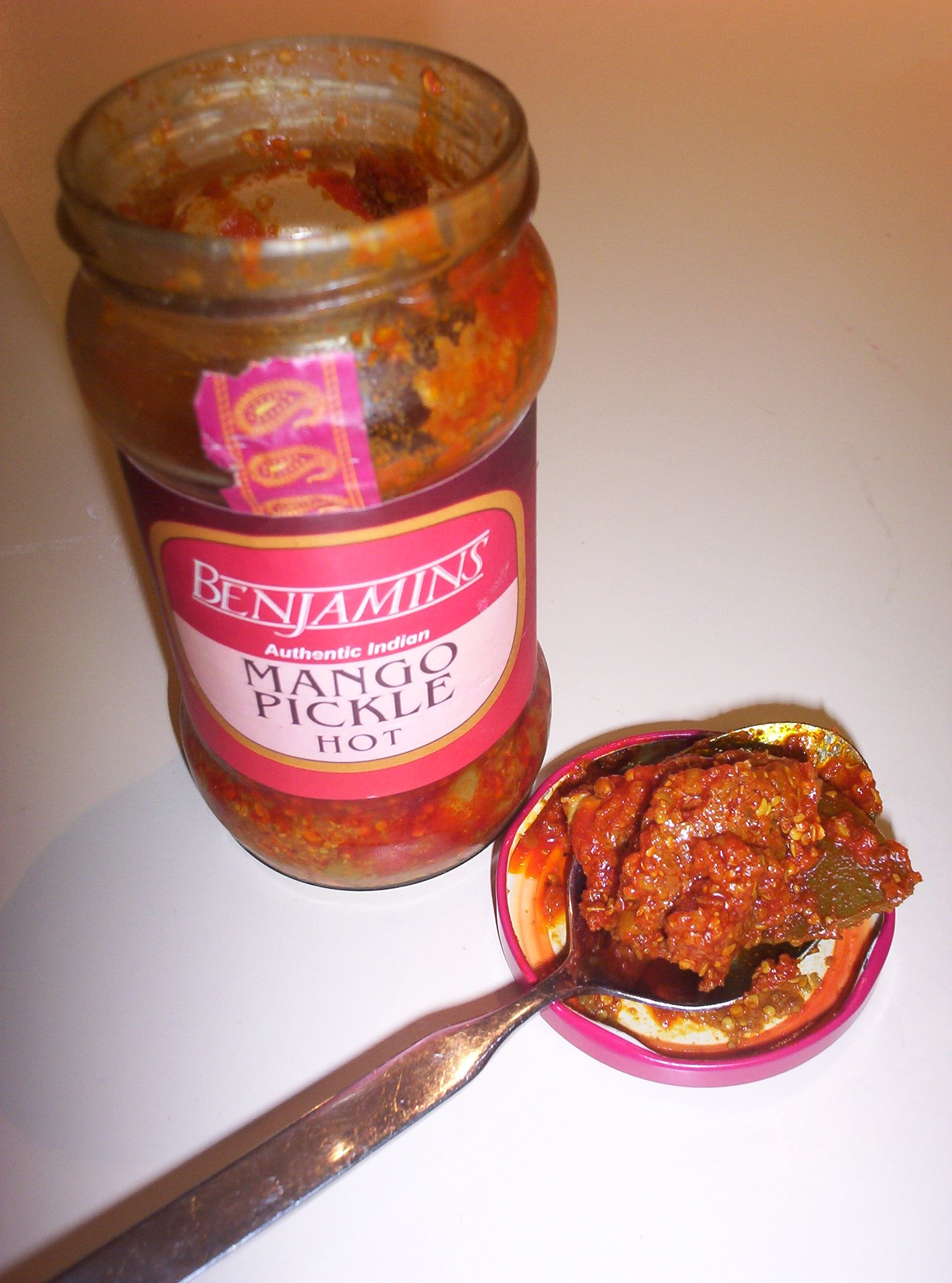
Гостре мариноване манго

Індійські пікулі, ачар — індійська приправа, що виготовляється з різноманітних ферментованих зазвичай дрібно нарізаних фруктів і овочів, маринованих в олії та лимонному соку із додаванням спецій та солі. У деяких районах таким саме чином маринують також м'ясо і рибу. Певний тип пікулів, ачар, виготовлюється з гострих овочів, зокрема часнику, цибулі, перцю та інших.

## Інгредієнти
Найчастіше для виготовлення пікулів використовуються манго, лимони, лайм, цвітна капуста, морква, редис, помідори, цибуля, гарбуз, серцевина пальми, стебла лотосу, пелюстки троянди, імбир, амла, часник, гострий перець, кольрабі, кордія, керда, убе, каронда, карела, джекфрут, гриби, баклажани і турнепс.
Деякі райони Індії роблять ачар на основі м’яса та морепродуктів, використовуючи зварені круто яйця, копчену свинину, яловичину, курку, рибу, анчоуси та креветки.

## Приготування
Домашні пікулі готують улітку та тримають на сонці протягом щонайменш трьох тижнів. Потім їх зберігають у герметичному керамічному або скляному посуді. 
Рідина для мариновання має вирішальне значення. Індійські ачари найчастіше зберігаються в олії з гірчиці, кунжуту, рицину та арахісу. Деякі рецепти включають використання лимонного соку, оцту або легкої тамаринової пасти, більшість на основі олії. Не всі ачари гострі. Іноді рідина для маринування може містити цукровий сироп або комбінацію масел і джагері. 
Кислий маринад та олія діють як консерванти, пригнічуючи ріст бактерій. Пікулі добре зберігають аромат в сухих умовах. Промислові пікулі виробляються з використанням лимонної кислоти і бензоату натрію як консервантів.

## Варіації
Набір спецій дуже відрізняється в різних районах, тому солоне манго з Півночі не схоже за смаком на солоне манго з Півдню. На Півдні найчастіше використовується кунжутова олія, тоді як на Півночі — гірчична.

## Галерея

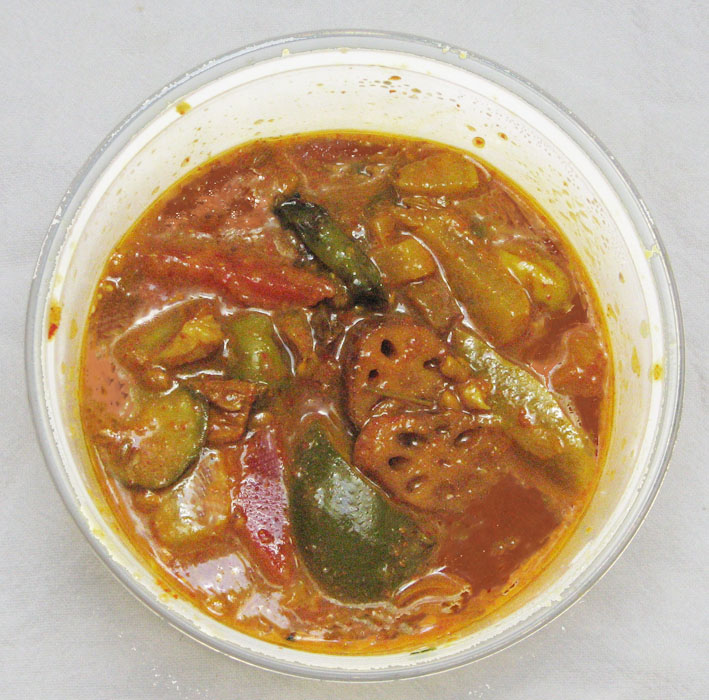
Індійська суміш пікулів, що містить корінь лотоса, лимон, морква, зелене манго, зелений чилі та інші інгредієнти
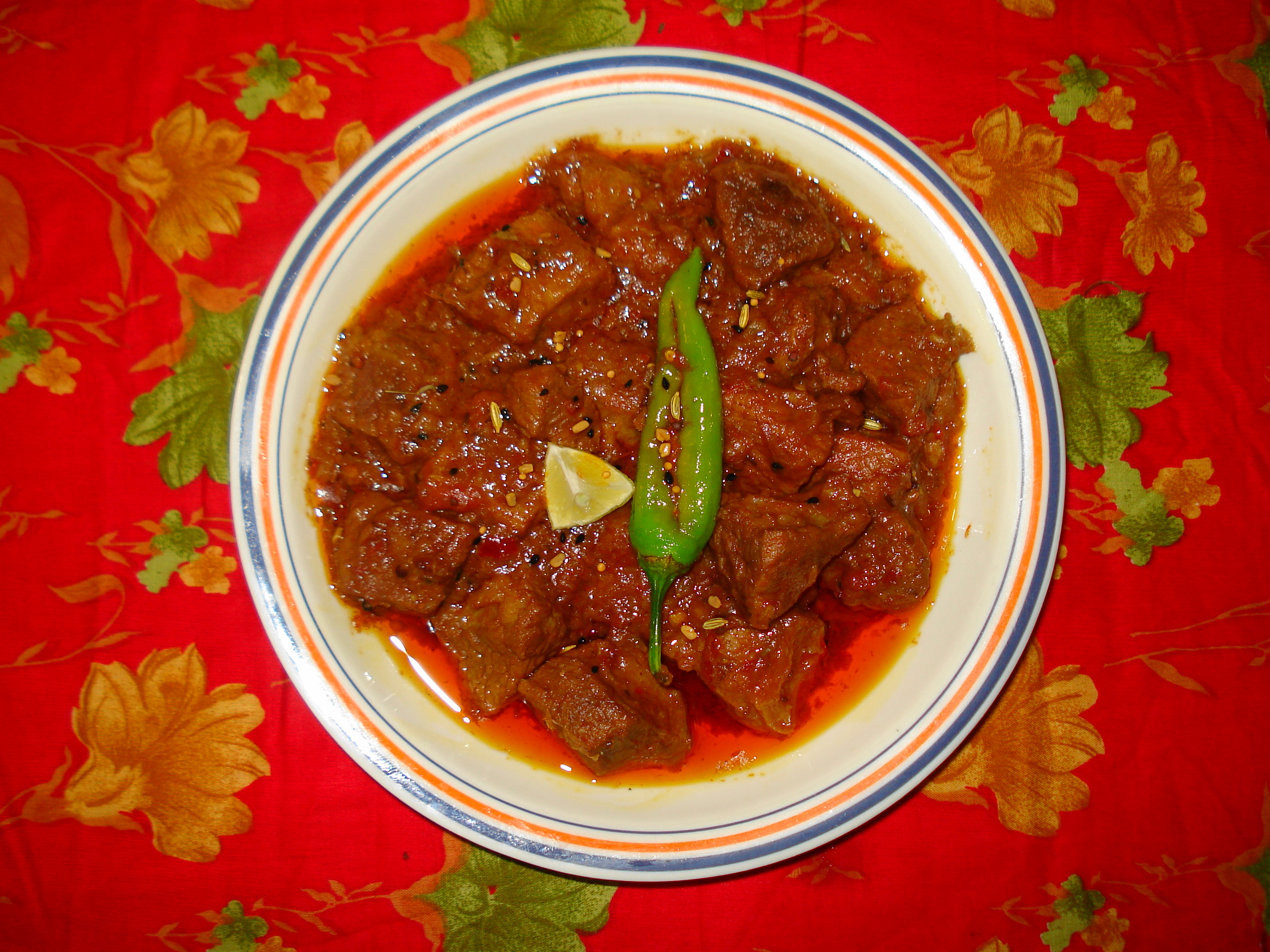
Ачар-гошт, м’ясне каррі, приготоване з пікулі
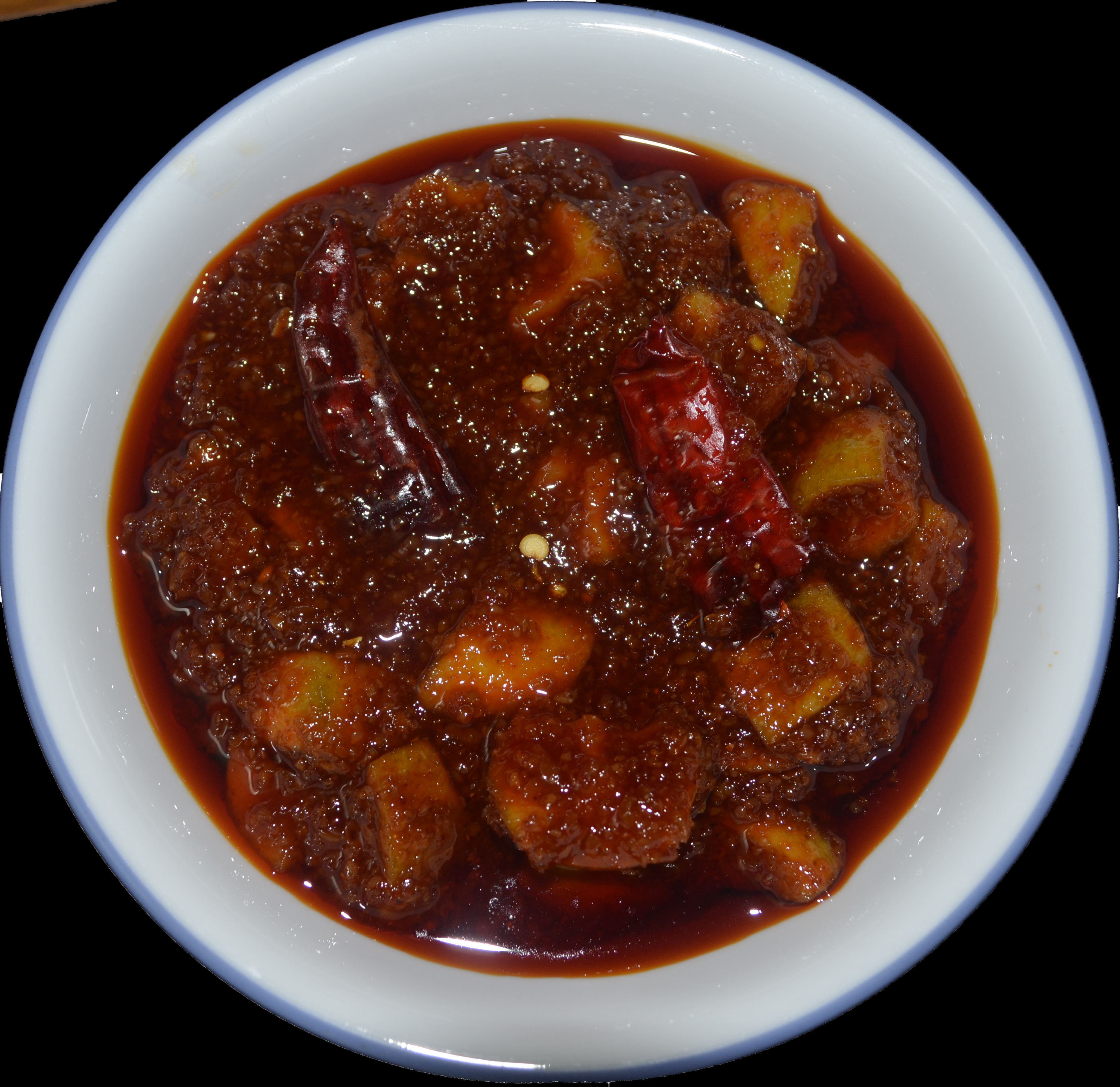
Мангове пікулі
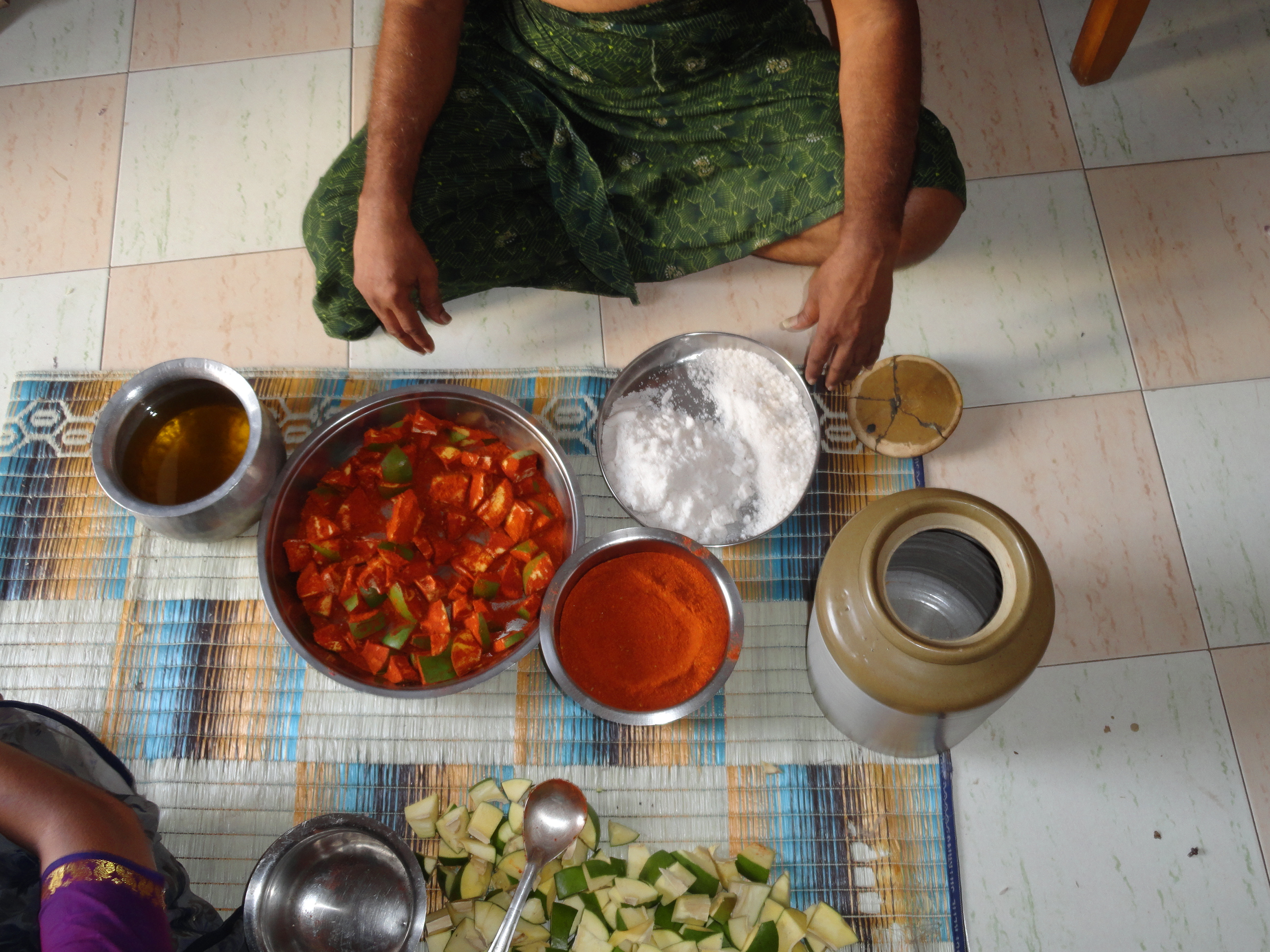
Приготування мангового пікулі